# Felton (Herefordshire)
Felton is een civil parish in het Engelse graafschap Herefordshire. In 2001 telde het civil parish 71 inwoners. Felton komt in het Domesday Book (1086) voor als 'Feltone'.